# Tayaciense
El Tayaciense es una supuesta cultura paleolítica bautizada así, en 1932, por Denis Peyrony y Henri Breuil, del sitio de La Micoque en Les-Eyzies-de-Tayac, aunque desde entonces la cueva Fontéchevade se ha convertido en el «sitio de referencia para esta industria», quienes se referían a cierta industria lítica localizada en niveles inferiores de la cueva de La Micoque (Dordoña, Francia). Tecnológicamente se definiría por la escasez, incluso ausencia, de bifaces o piezas Levallois, y la presencia común de un variado utillaje sobre lasca (especialmente muescas y denticulados), cantos tallados y poliedros. Estos autores no encontraron útiles definitorios de esta cultura (salvo ciertas puntas festoneadas conocidas como «puntas de Tayac»), y apreciaron similitudes tecnológicas con el Clactoniense, del que podría haber surgido por evolución, ya que se basaba en la extracción de gruesas lascas con un concoide muy pronunciado. Para estos investigadores, el Tayaciense constituiría la semilla de ciertas facies Musterienses y se daría en toda la cuenca mediterránea.
En los años 70, Henri de Lumley redefinió el concepto de Tayaciense, ubicándolo cronológicamente desde el final del interglaciar Mindel-Riss, hasta la glaciación Riss, incluida; al menos en los yacimientos excavados por él en La Baume-Bonne y la Caune de l'Arago, (Pirineos Orientales, al sur de Francia). En la propuesta de Lumley, a las muescas y denticulados se añaden las raederas con retoque escamoso-escaleriforme (aquellas que tradicionalmente venían siendo denominadas «raederas tipo Quina») y becs (o gruesos perforadores).
Sin embargo, Henri de Lumley localizó bifaces, escasos, de hechura cuidada, lo que suscitó la controversia, ya que muchos especialistas comenzaron a cuestionar la existencia del Tayaciense como cultura independiente, pudiendo tratarse de un interpretación errónea de determinados tipos de asentamientos achelenses. Es decir, el Tayaciense sería una variante ocasional del Achelense que, por razones desconocidas, tal vez funcionales, poseía un número de bifaces menor de lo habitual.